# Johan Capiot
Johan Capiot (Rijkhoven, 12 aprile 1964) è un ex ciclista su strada belga.
Professionista dal 1986 al 2000, era un passista veloce e vinse una edizione della Parigi-Tours e una Omloop Het Volk.

## Carriera
Era un corridore veloce e regolare particolarmente adatto alle corse del nord.. Tra i numerosi successi la Freccia del Brabante nel 1988, 1989 e 1992, l'Het Volk nel 1990 e 1992, la Parigi-Tours nel 1991 e la Clásica de Almería nel 1994. Non vinse mai una classica monumento anche se riuscì a conquistare un terzo posto alla Parigi-Roubaix del 1992 dietro Gilbert Duclos-Lassalle e Olaf Ludwig. Giunse anche terzo alla Parigi-Bruxelles nel 1986, secondo alla Gand-Wevelgem nel 1992 e terzo nel 1997. Partecipò anche ad alcune edizioni del Tour de France senza ottenere risultati di rilievo.

## Palmarès
- 1984

2ª tappa Circuit Franco-Belge
- 1986

Grote Prijs Briek Schotte
3ª tappa Post Danmark Rundt
- 1987

Veenendaal-Veenendaal
Wezembeek-Oppem
1ª tappa Tour de l'Oise
- 1988

5ª tappa Giro del Belgio
Brabantse Pijl
1ª tappa Tour de Luxembourg
5ª tappa Tour de Luxembourg
- 1989

Brabantse Pijl
Chrono Sint-Katelijne Waver
- 1990

Omloop Het Volk
- 1991

Omloop van het Meetjesland -Oosteeklo
6ª tappa Quatre Jours de Dunkerque
Parigi-Tours
- 1992

2ª tappa Tour de l'Oise
Nokere Koerse
Omloop Het Volk
Memorial Le Samyn
Brabantse Pijl
Ronde van Midden-Zeeland
- 1993

Liedekerkse Pijl
3ª tappa Tour de l'Oise
3ª tappa Tour de Luxembourg
- 1994

Clásica de Almeria
Memorial Le Samyn
- 1995

Memorial Le Samyn
- 1996

Core States Classic
Hasselt-Spa-Hasselt
Circuit de Haute-Sambre
À travers le Morbihan
Omloop van het Houtland
Rund um die Blumenstadt
- 1998

4ª tappa Vuelta Ciclista a Murcia

### Altri successi
- 1986

Grote Prijs André Defoort (Kermesse)
Beveren-Waas (Kermesse)
Deinze (Kermesse)
- 1987

Rummen a (Kermesse)
Rummen b (Kermesse)
- 1988

Bilzen (Criterium)
Nieuw-Vennep (Criterium)
Gingelom (Criterium)
Fletxa de Niel (Criterium)
- 1989

Grave (Criterium)
Grand Prix Libération (Cronosquadre)
- 1990

Nacht van Hengelo (Criterium)
Bilzen (Criterium)
- 1991

Moorsele (Criterium)
Apeldoorn (Criterium)
Londerzeel (Criterium)
Omloop van het Meetjesland-Oosteeklo (Kermesse)
Dilsen (Kermesse)
Tienen-Bost (Kermesse)
- 1992

Ronde van Made (Criterium)
Bilzen (Criterium)
Profronde van Oostvoorne (Criterium)
- 1993

Dilsen (Kermesse)
- 1994

Woerden (Criterium)
- 1995

Vichte (Kermesse)
Heilbronn (Criterium)
- 1996

Lorient (Criterium)
Stad Kortrijk (Criterium)
Merbes-le-chateau (Kermesse)
Woerden (Criterium)
Heusden-Destelbergen (Criterium)
Tienen-Bost (Kermesse)
Bredene (Kermesse)
- 1997

Geetbets (Kermesse)
- 1998

Grote Prijs Wanzele (Kermesse)
Elsloo (Criterium)
Maastricht (Derny)
Lekkerkerk (Criterium)
- 1999

Boom (Derny)
Haaften (Criterium)

## Piazzamenti

### Grandi Giri
- Giro d'Italia

1987: 131º
1995: ritirato
- Tour de France

1987: ritirato
1989: ritirato
1990: ritirato
1992: ritirato
1993: ritirato
1994: ritirato

### Classiche monumento
- Milano-Sanremo

1987: 34º
1992: 189º
1993: 78º
1994: 63º
1995: 108º
- Giro delle Fiandre

1989: 12º
1990: 78º
1992: 27º
1993: 10º
1994: 5º
1995: 19º
1996: 23º
1997: 17º
- Parigi-Roubaix

1986: 56º
1989: 47º
1992: 3º
1993: 13º
1994: 6º
1995: 5º
1996: 28º
1997: 13º
1998: 31º
1999: 22º